# Vůz Bvt453 ČD
Vozy Bvt453, číslované v intervalu 50 54 84-46, jsou řadou osobních vozů s prostorem pro přepravu jízdních kol z vozového parku Českých drah. Jedná se o rekonstrukce starších vozů BDs450 č. 009 a 176. Oba vozy byly zmodernizovány v roce 2007 v ATECO Bubny.

## Technické informace
Jsou to neklimatizované vozy typu UIC-Y o délce 24 500 mm. Jejich nejvyšší povolená rychlost je 140 km/h. Mají podvozky Görlitz V vybavené špalíkovými brzdami.
Vůz je rozdělen na tři části, blíže nástupním prostorům se nacházejí prostory s háky na jízdní kola, uprostřed pak velkoprostorový oddíl pro cestující. Vnější nástupní dveře jsou zalamovací, mezivozové přechodové manuálně posuvné do strany. Pro usnadnění nakládky a vykládky kol je vůz vybaven speciálními dveřmi umístěnými blízko nástupních. Vozy mají polostahovací okna, a to v menším počtu než u ostatních vozů se stejnou skříní.
V oddíle pro cestující se nachází 40 míst k sezení uspořádaných podélně za sebou a příčně 2 + 2. Sedačky dodala španělská společnost Fainsa a jsou shodné se sedačkami ve voze Btx763.
Vůz je zásobován elektrickou energií z nápravového generátoru, ta je použita např. na osvětlení vozů. Provozní osvětlení vozů je zářivkové nouzové a vedlejší osvětlení je žárovkové. Vozy mají teplovzdušné topení. Topnice ohřívají vzduch, který je pomocí větráků rozháněn po voze.
Celková rekonstrukce obou vozů stála asi 7 milionů Kč, čili přibližně 3,5 milionu Kč na vůz.
Nátěr je oranžový s modrými kresbami jízdních kol a nápisy „ČDBike“ a „Svezte své kolo vlakem“. Zajímavostí je, že schéma navrhlo studio Najbrt, ačkoli nátěr není shodný s novým korporátním nátěrem od tohoto studia. Je to z důvodu, že vozy byly rekonstruovány ještě před zaváděním tohoto schématu.

## Provoz
Vozy jezdily především o víkendech, a to na rychlících Praha – Turnov – Tanvald. Oba byly vyřazeny z provozu a v říjnu 2023 odprodány ke šrotaci.